# 미스터 디즈
《미스터 디즈》(영어: Mr. Deeds)는 미국에서 제작된 스티븐 브릴 감독의 2002년 코미디 영화이다. 애덤 샌들러, 위노나 라이더, 피터 갤러거, 재러드 해리스, 앨런 코버트, 에릭 아바리, 존 터투로 등이 출연하였고, 시드 개니스 등이 제작에 참여하였다. 1936년 영화 《천금을 마다한 사나이》의 리메이크 작품이다.

## 출연진
- 애덤 샌들러 - 롱펠로 디즈 역
- 위노나 라이더 - 베이브 베닛 역
- 피터 갤러거 - 척 시더 역
- 재러드 해리스 - 맥 맥그라스 역
- 앨런 코버트 - 마티 역
- 에릭 아바리 - 세실 앤더슨 역
- 존 터투로 - 어밀리오 로페즈 역
- 피터 단테이 - 머프 역
- 컨차타 페럴 - 잰 역
- 하브 프레즈넬 - 프레스턴 블레이크 역
- J. B. 스무브 - 루번 역
- 스티브 부세미 - 크레이지 아이스 역
- 블레이크 클라크 - 버디 워드 역
- 존 매킨로 - 본인 역
- 제니퍼 티즈데일 - 카드 읽는 여성 역
- 앨 샤프턴 - 본인 역
- 롭 슈나이더 - 나조 역

## 기타 제작진
- 공동 제작: 앨릭스 시스킨
- 협력 제작: 앨런 코버트
- 배역: 로저 머슨든
- 미술: 페리 앤덜린 블레이크
- 의상: 엘런 러터
- 음악 감독: 마이클 딜벡